# Volfířov
Volfířov (deutsch Wolfers, auch Wolfirz) ist eine Gemeinde in Tschechien. Sie liegt sechs Kilometer nordwestlich von Dačice und gehört zum Okres Jindřichův Hradec.

## Geographie

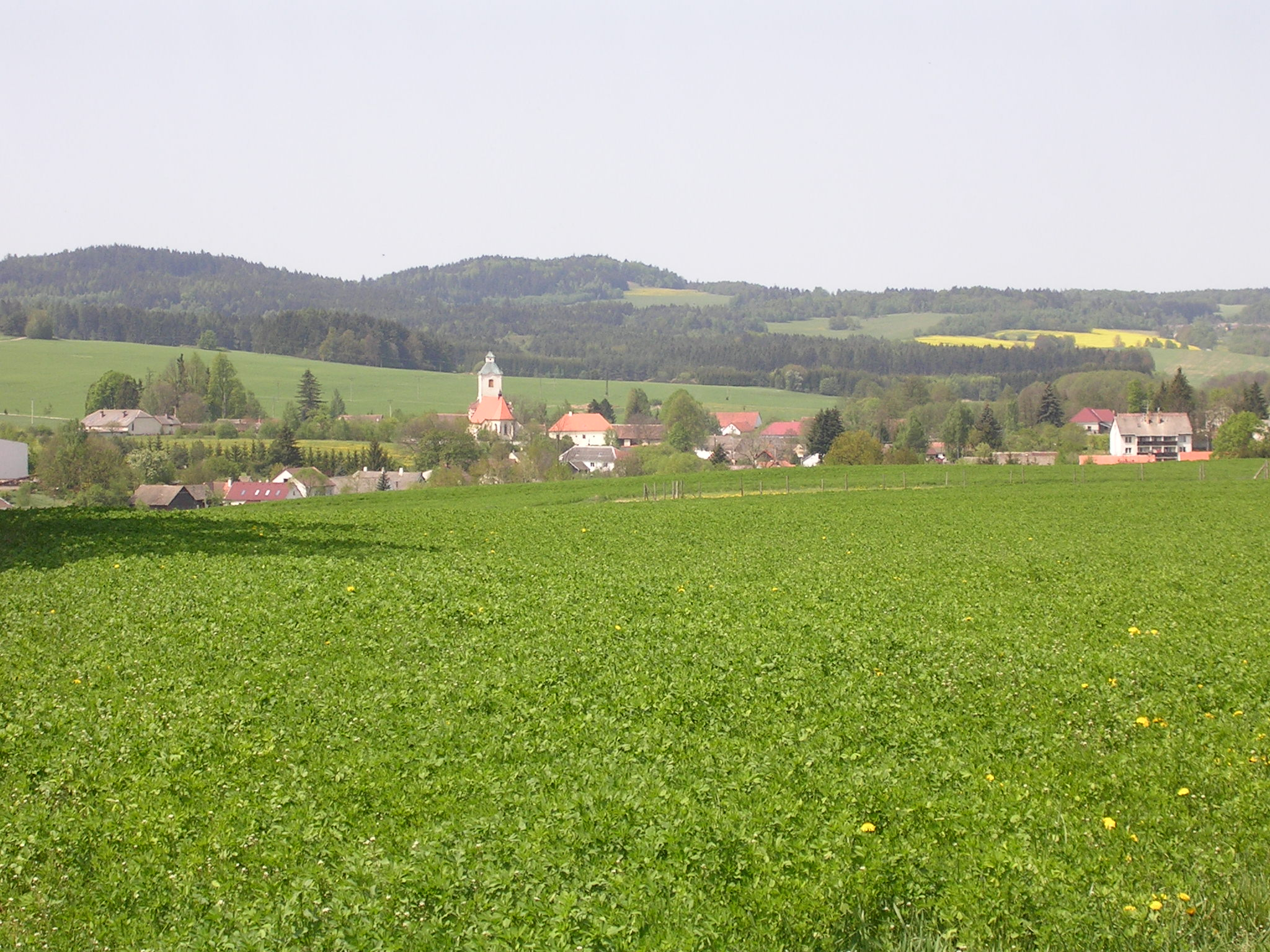
Blick auf Volfířov

Volfířov liegt im Südwesten Mährens in der Javořická vrchovina an der Einmündung des Baches Řečický potok in den Volfířovský potok.
Nachbarorte sind Šach und Řečice im Norden, Lipová und Prostřední Vydří im Nordosten, Kostelní Vydří im Osten, Dolní Němčice im Südosten, Hostkovice und Lipolec im Süden, Markvarec im Südwesten, Lipnice im Westen sowie Radlice im Nordwesten.

## Geschichte
Erstmals urkundlich erwähnt wurde das Dorf im Jahre 1349 als Besitz der Brüder Bohuněk und Mikuláš von Volfířov. Volfířov bildete ein selbständiges erbliches Landesgut zu dem seit dem 14. Jahrhundert eine Feste und der Freihof gehörten. Erste Nachrichten über die Kirche stammen von 1366, und seit dieser Zeit war Volfířov auch Pfarrort. 1420 erwarb Ulrich V. von Neuhaus den Besitz und schlug ihn dem mährischen Gut Bílkov zu. 1459 erwarben die Kraiger von Kraigk Bílkov einschließlich Volfířov. 1551 hielt die Reformation Einzug, und im Jahre 1662 bildete der Ort ein Zentrum der Kalixtiner. 1662 wurde Volfířov in die Herrschaft Datschitz eingegliedert. 1776 zerstörte ein Großbrand einen Teil des Ortes.
Nach der Ablösung der Patrimonialherrschaften wurde Volfířov 1848 zur selbstständigen Gemeinde, zu der die Einschicht Nové Dvory gehörte.

## Gemeindegliederung
Die Gemeinde Volfířov besteht aus den Ortsteilen Brandlín (Brandlin), Lipová (Lipowa), Poldovka (Leopoldsdorf), Radlice (Radlitz), Řečice (Rötschitz), Šach (Schach), Velká Lhota (Groß Lhota) und Volfířov (Wolfers) sowie den Wohnplätzen Dolní Mlýn (Hammermühle), Bukovská (Bukowska, auch Lisek), Na Obci, Nové Dvory (Neuhofen), Plucarův Mlýn, Sádky (Kopalu) und Víska (Wiska). Grundsiedlungseinheiten sind Brandlín, Lipová, Poldovka, Radlice, Řečice, Sádky, Šach, Velká Lhota und Volfířov.
Das Gemeindegebiet gliedert sich in die Katastralbezirke Brandlín, Radlice u Volfířova, Řečice, Šach, Velká Lhota u Dačic und Volfířov.

## Sehenswürdigkeiten
- Kirche St. Peter und Paul in Volfířov, der frühgotische Bau aus der Zeit um 1300 wurde um 1600 umgebaut. 1767 erfolgte ein erneuter Umbau, bei dem das Gotteshaus auch den Turm erhielt.
- Zwei evangelischen Kirchen in Velká Lhota, die obere wurde 1868–1873 erbaut, die untere entstand 1876 aus dem 1784 fertiggestellten Toleranzbethaus.
- Gedenkstätte der böhmischen Reformation in Velká Lhota.
- Schloss Řečice